# Хильдебранд, Эрнст
Эрнст Вильгельм Хильдебранд (нем. Ernst Hildebrand ; 8 марта 1833, Хайдеблик — 17 ноября 1924, Берлин) — немецкий художник-портретист, мастер исторического жанра. Иллюстратор.

## Биография
Сын помещика. Учился живописи у Карла Штеффека в Берлине. Позже отправился в Париж.
В 1875 году стал профессором в Академии изобразительных искусств в Карлсруэ. Оттуда в 1880 году переехал в Берлин, там преподавал в Прусской академии искусств. В 1885 году прекратил педагогическую деятельность.
В 1878 стал действительным членом Королевской академии искусств в Берлине.
Среди его известных учеников — Карл Рёхлинг.

## Творчество
На начальном этапе своего творчества занимался, в основном, декоративной, а затем обратился к жанровой живописи. В 1890-х годах, он в очередной раз переключился, на этот раз, на портретную живопись.

## Награды
- Малая медаль на Всемирной выставке в Вене (Вена, 1873)
- Большая золотая медаль искусств (Берлин, 1887)
- Премия (Мельбурн, 1888)
- Малая золотая медаль (Мюнхен, 1888)
- Премия (Лондон, 1891)
- Орден Красного орла 4 степени (1898)
- Орден Красного орла 3 степени (1907)

## Избранные работы

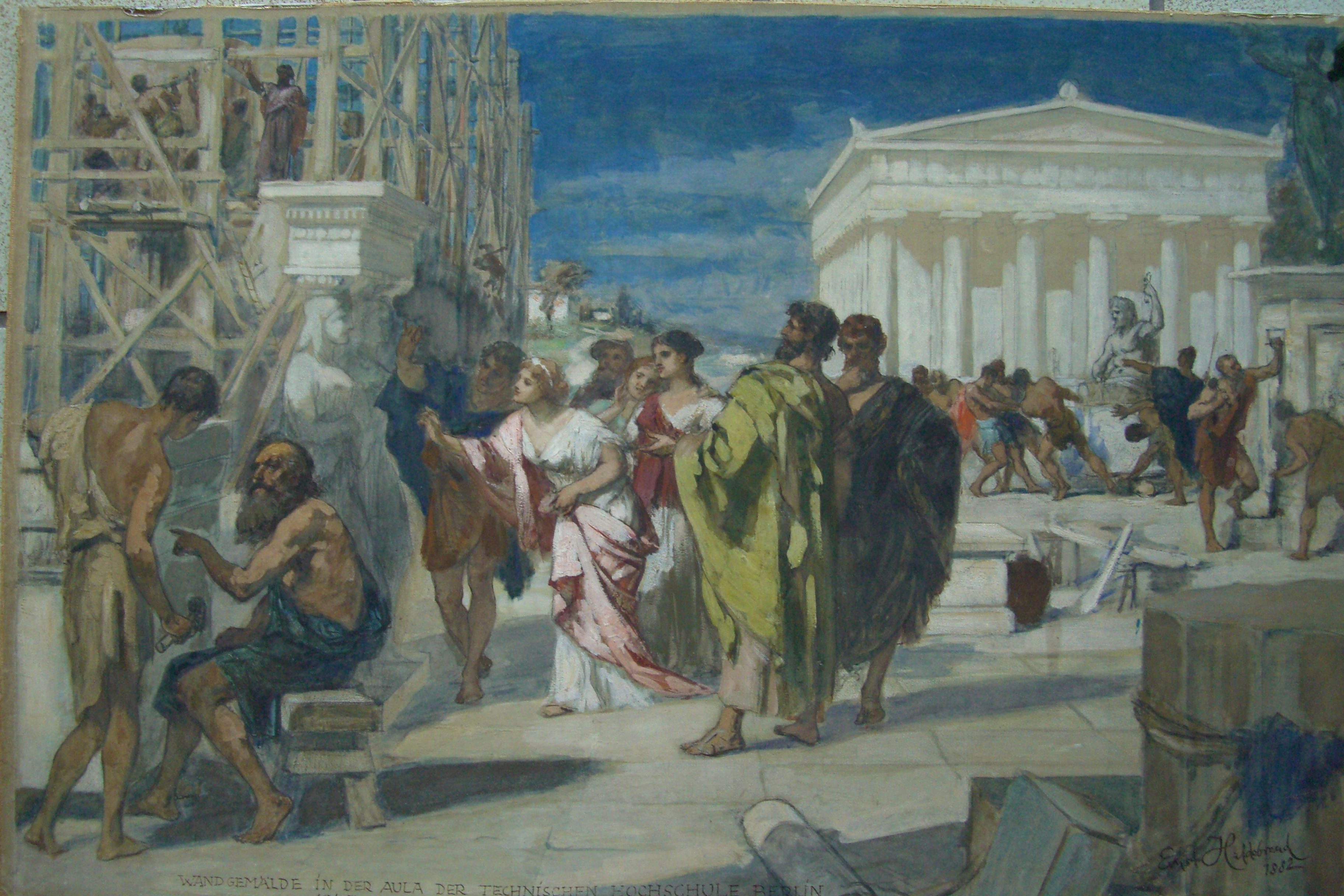
Акрополь, 1882
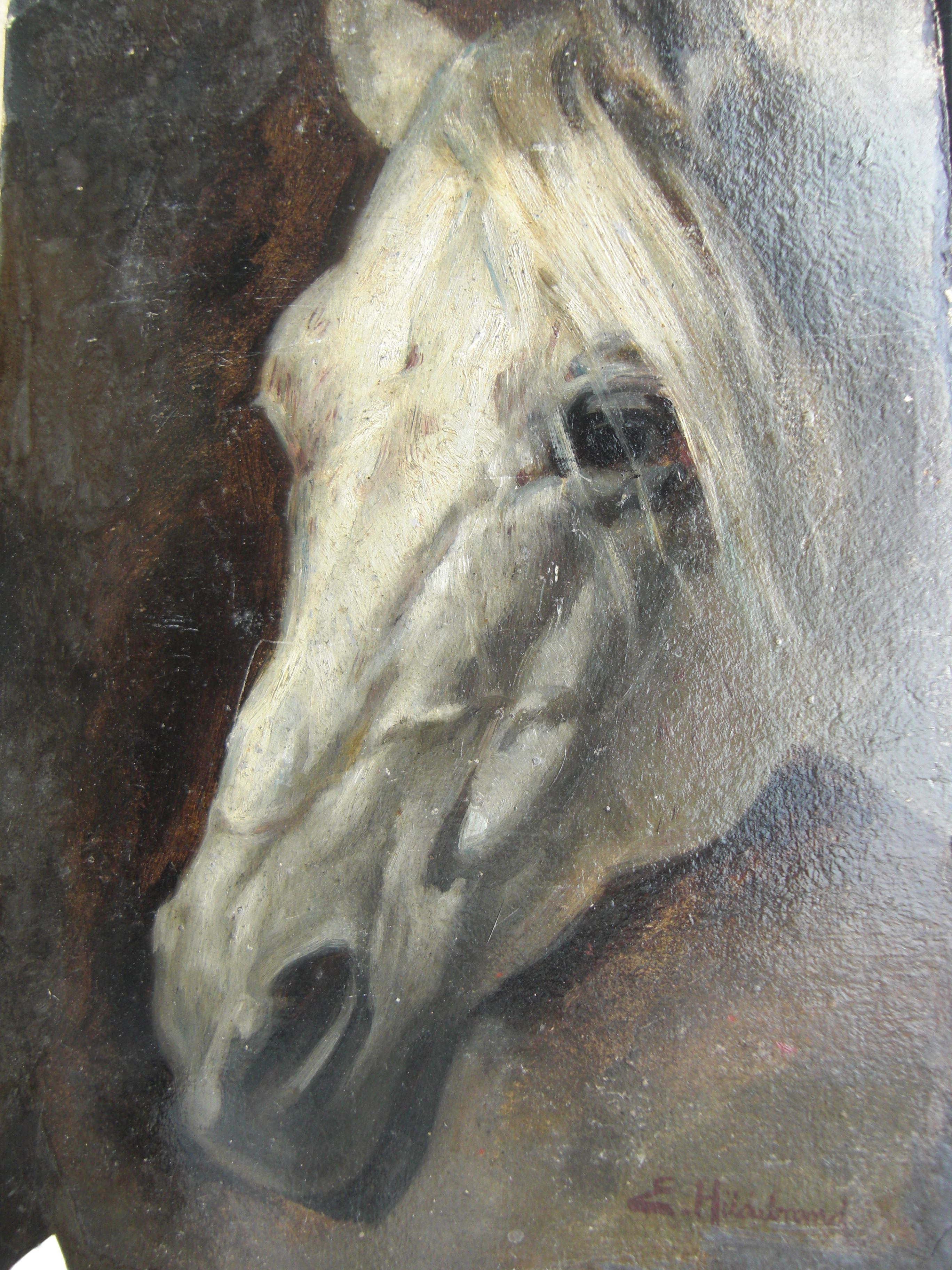
Конская голова, 1857
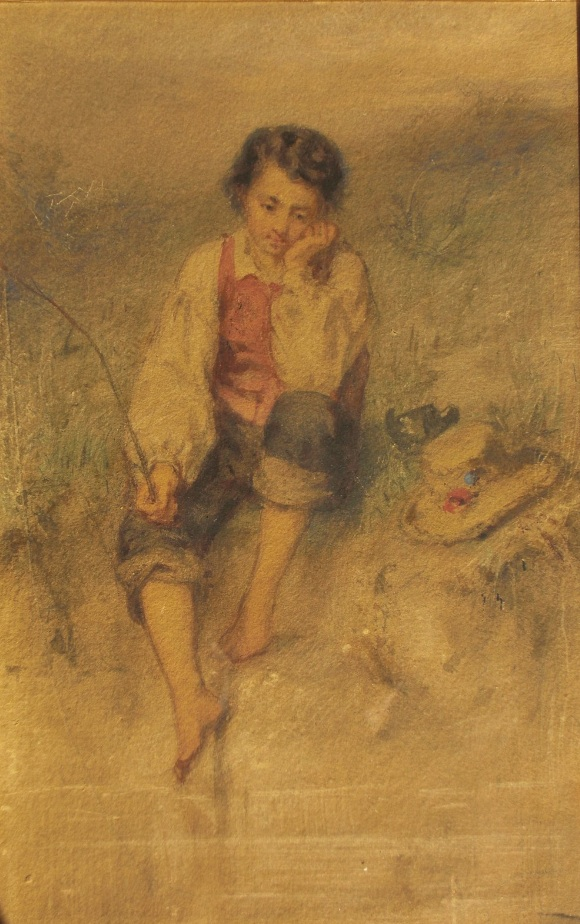
Мечтательный рыбак, 1858
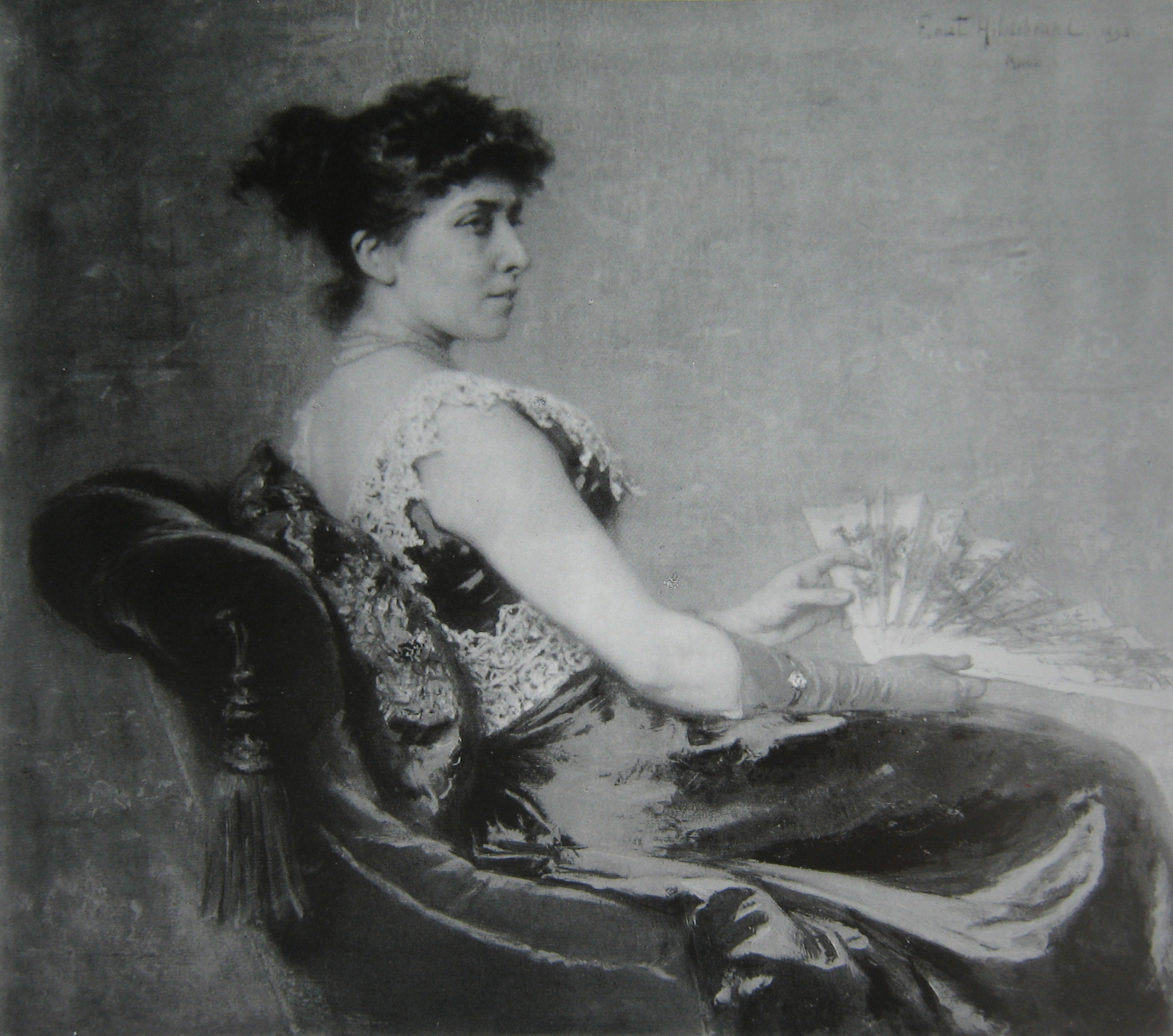
Дама с веером.
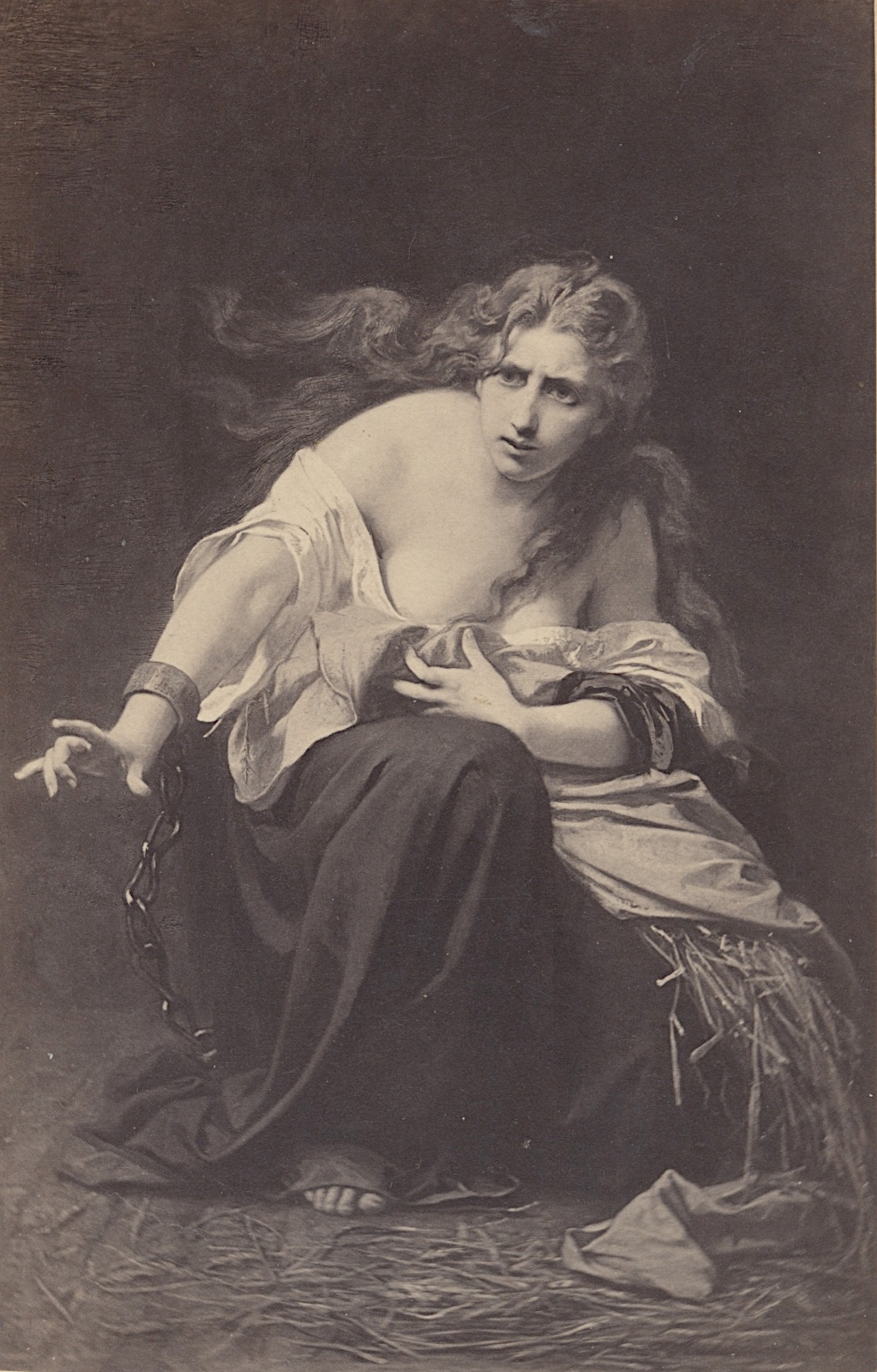
Гретхен в темнице, 1868
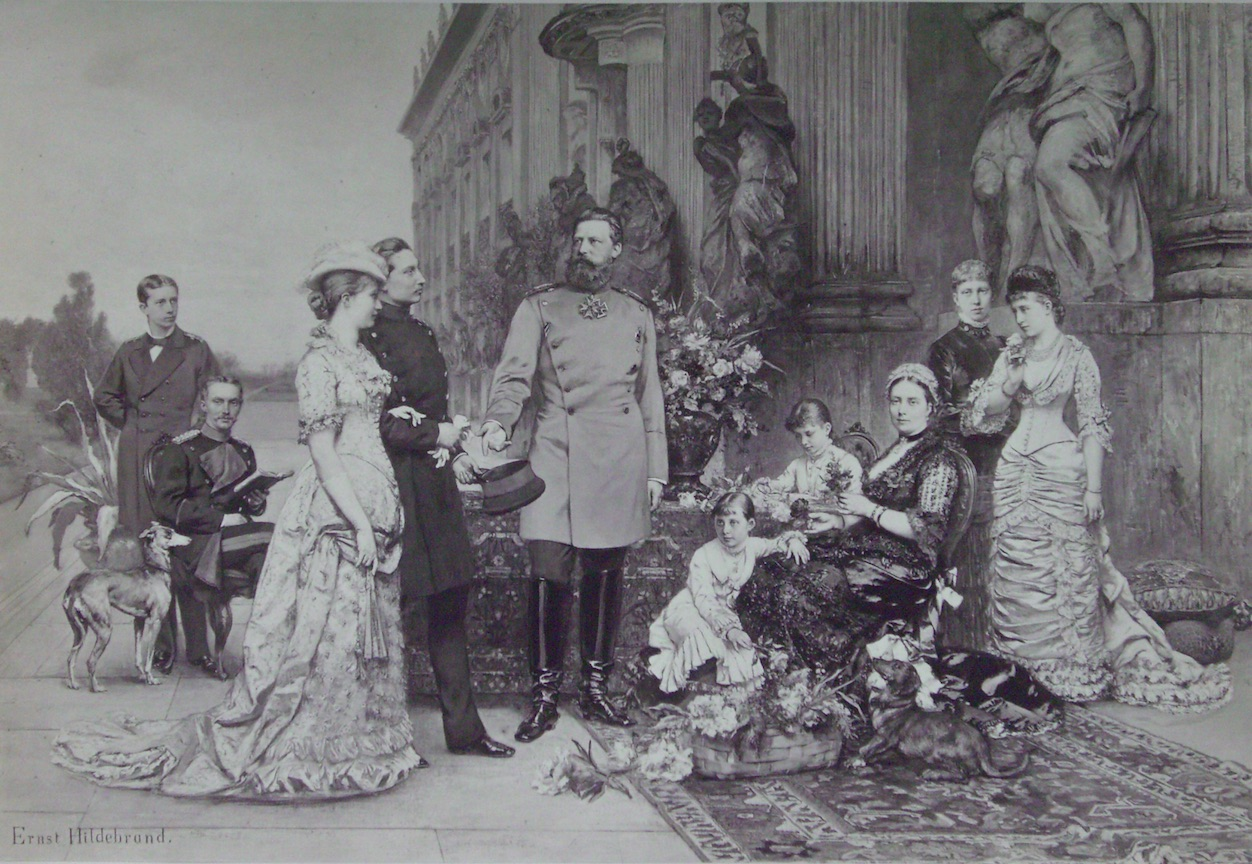
Кронпринц Фридрих и его семья, 1882
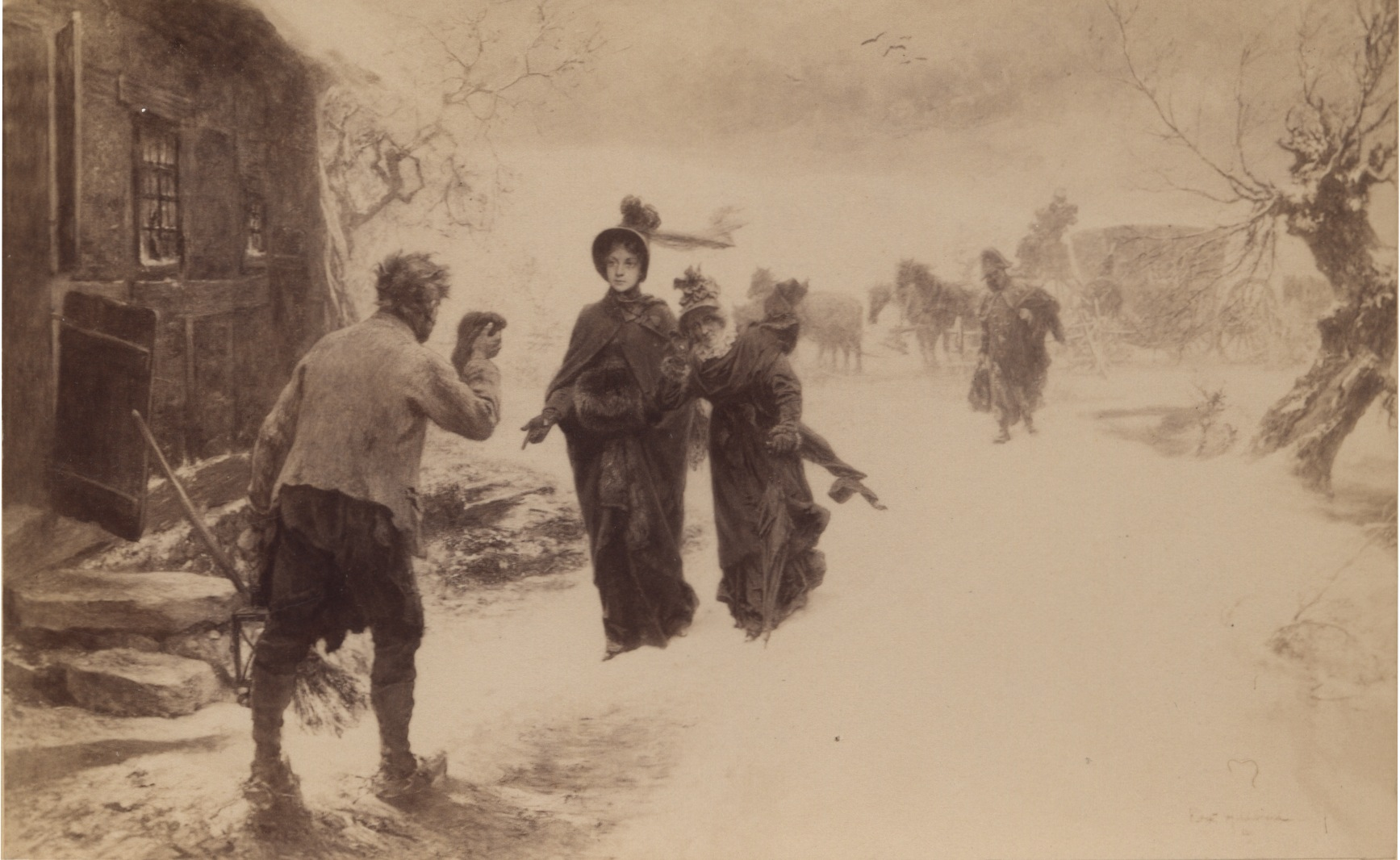
Королева Пруссии Луиза и графиня Восс по пути в Мемель, 1890
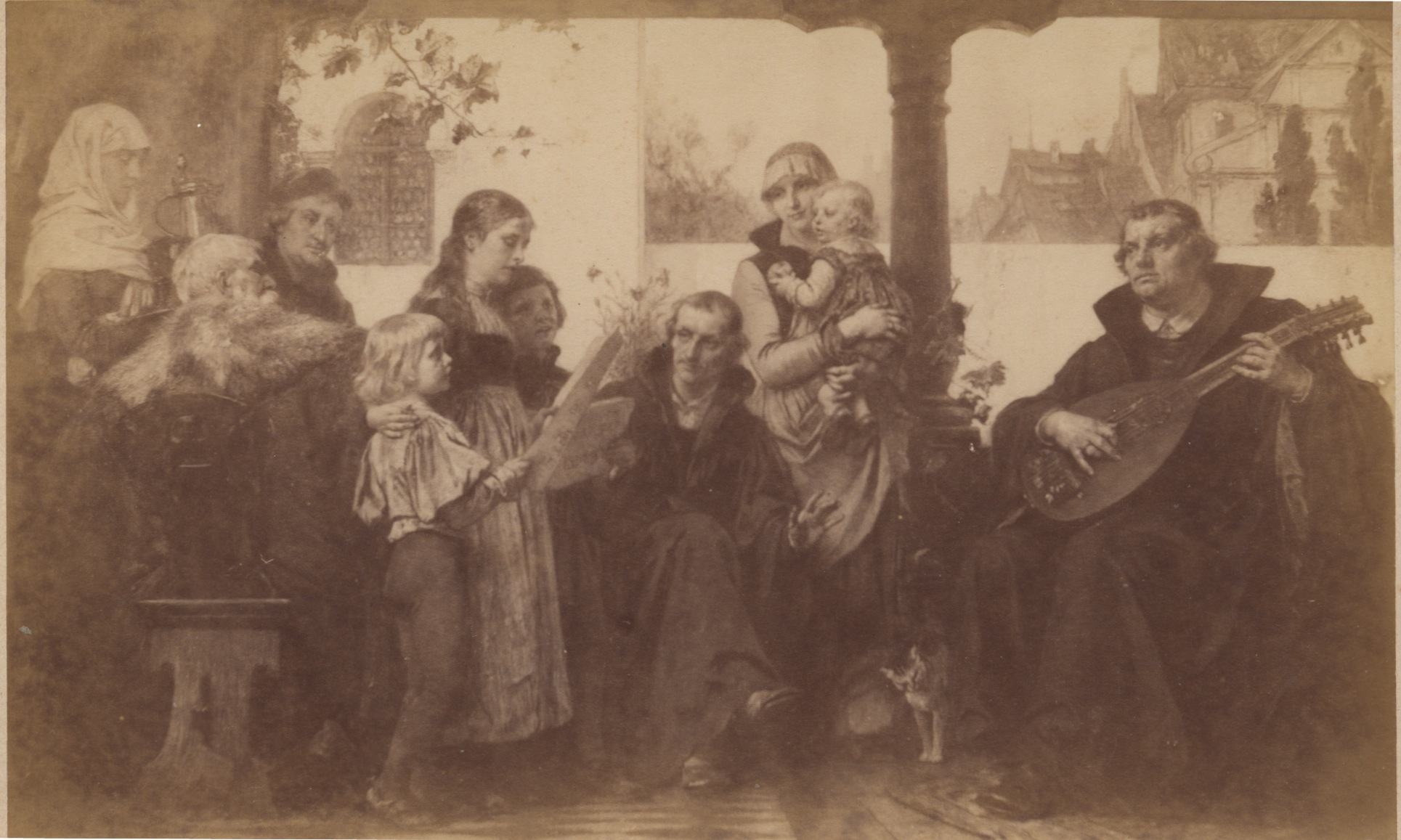
Мартин Лютер и Филипп Мелантон в семейном кругу (1891–1893)
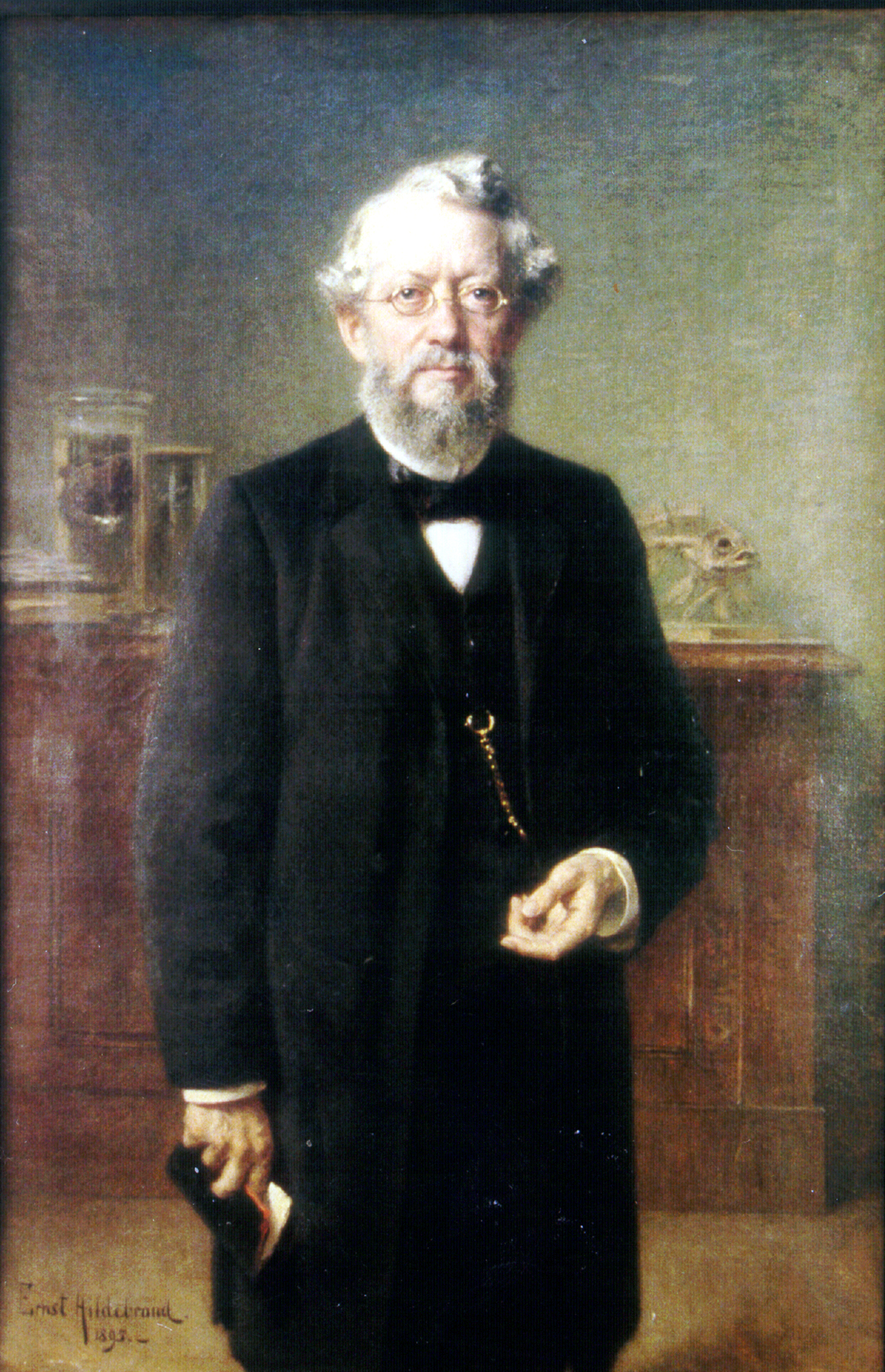
Портрет К. Мёбиуса, 1895
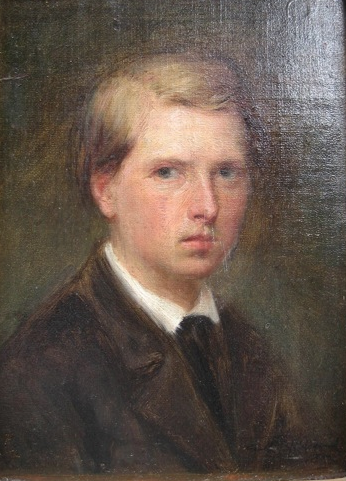
Автопортрет, 1855
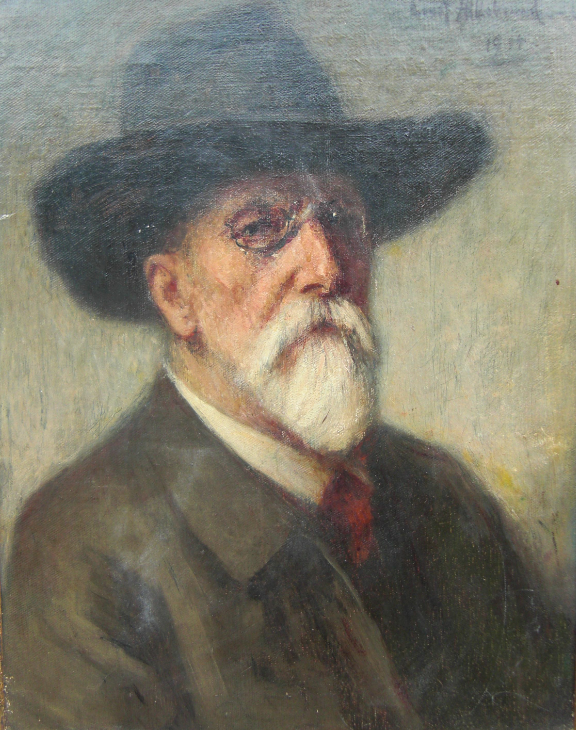
Поздний автопортрет, 1914
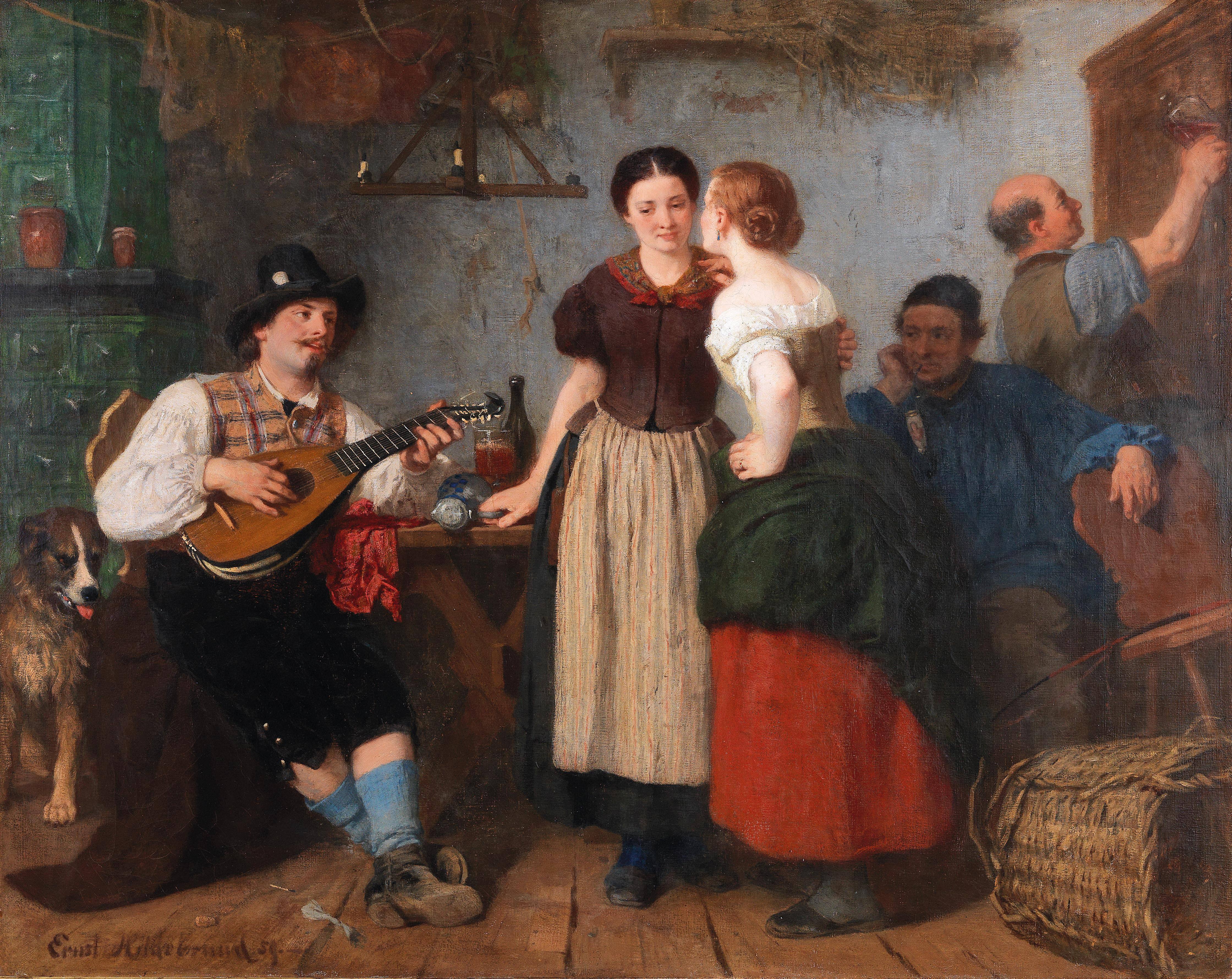
Тирольская компания, 1859